# جبل ريمان
جبل ريمان جبل شاهق يقع في أغوار السراة من تهامة، غرب مدينة النماص، يطل على وادي ختبة من جهة الشمال وعلى قرى بطحة من جهة الجنوب.
ويتبع إدارياً مركز ختبة التابعة لمحافظة المجاردة بمنطقة عسير.